# Benik Afobe
Benik Afobe (ur. 12 lutego 1993 w Leyton) – kongijsko-angielski piłkarz, występujący na pozycji napastnika w katarskim klubie Al-Mesaimeer SC. W latach 2017-2018 reprezentant Demokratycznej Republiki Konga.
Wychowanek Arsenalu, w swojej karierze występował również m.in. w takich klubach jak: A.F.C Bournemouth, Wolverhampton Wanderers, Millwall, Stoke City czy Huddersfield Town.
Były młodzieżowy reprezentant Anglii. Złoty medalista z Anglią Mistrzostw Europy U-17 2010.

## Kariera klubowa

### Arsenal F.C.
W wieku 16 lat zadebiutował w rezerwach Arsenalu. W sezonie 2008/2009 Afobe rozegrał 13 spotkań w barwach Arsenalu U-18, w których zdobył 11 goli. W następnych rozgrywkach wystąpił w 24 meczach i strzelił 21 bramek. Gdy w 2010 media zaczęły donosić o zainteresowaniu ze strony FC Barcelony, Afobe podpisał swój pierwszy profesjonalny kontrakt z Arsenalem.

## Kariera reprezentacyjna
Afobe był członkiem reprezentacji Anglii do lat 17, która w maju 2010 roku sięgnęła po Mistrzostwo Europy U-17.

## Sukcesy

### Reprezentacyjne
- Mistrzostwo Europy U-17: 2010